# 歌劇場

歌劇場

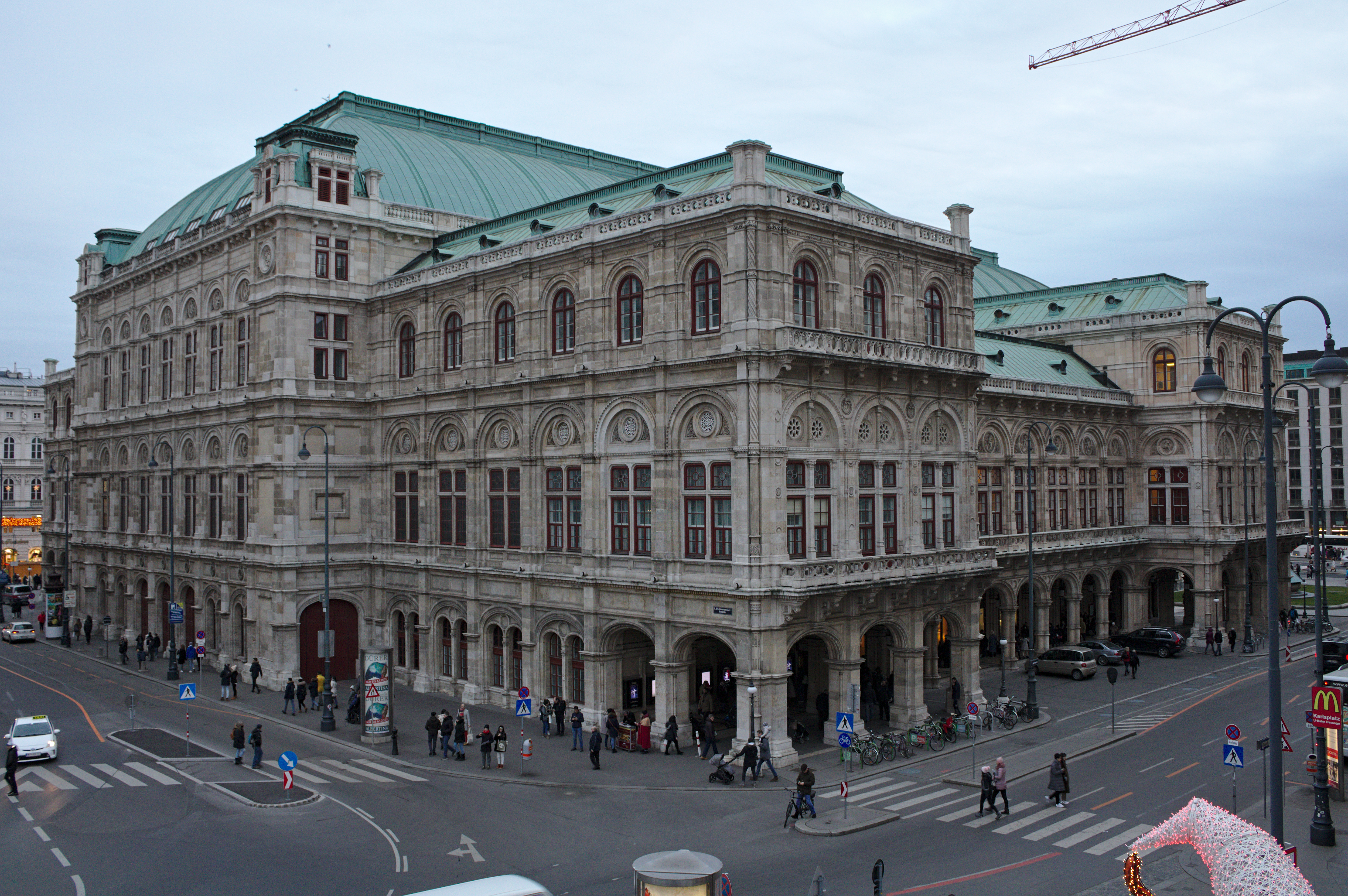
ウィーン国立歌劇場

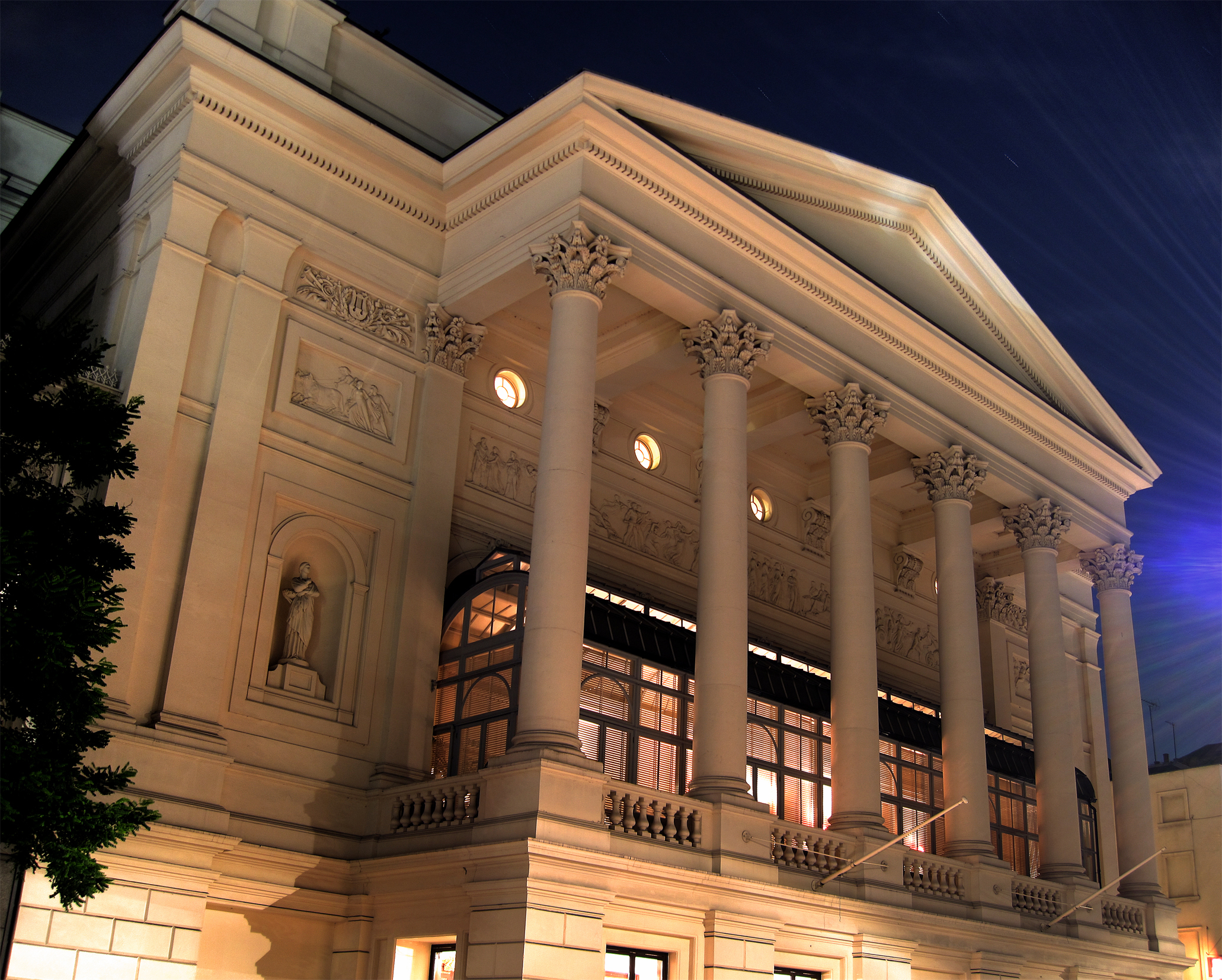
ロイヤル・オペラ・ハウス

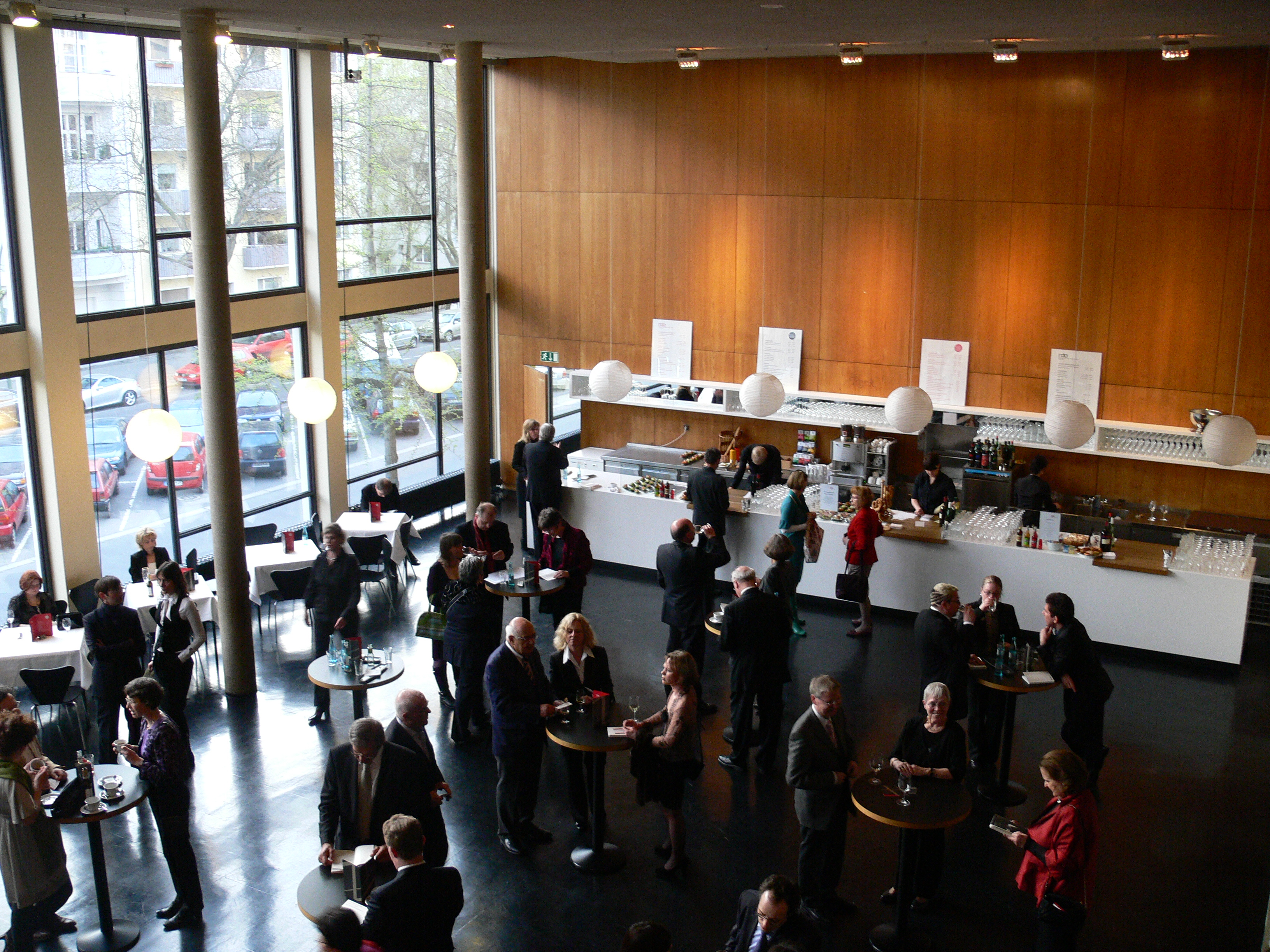
ベルリン・ドイツ・オペラ

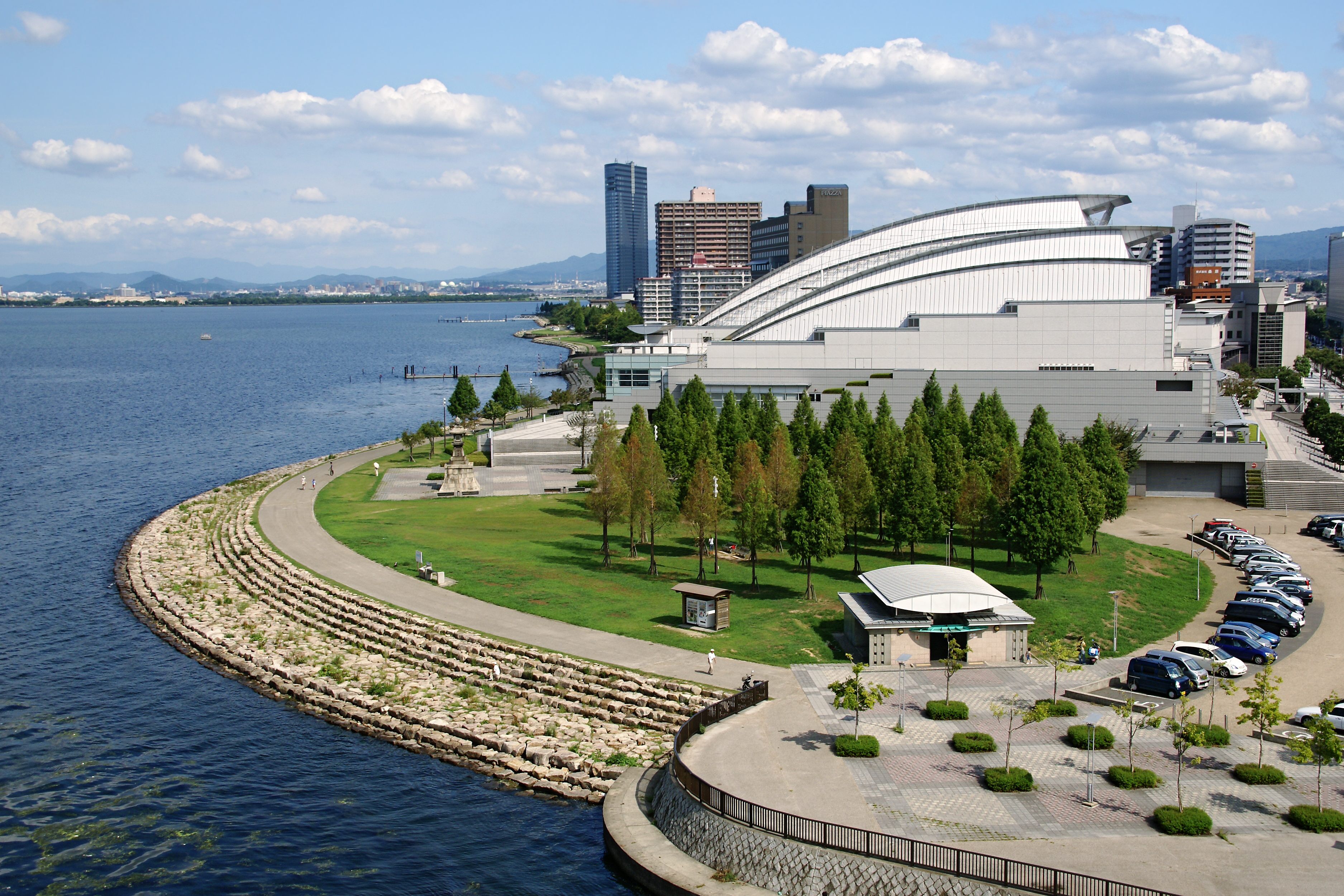
びわ湖ホール

歌劇場（かげきじょう）は、オペラ及びバレエの上演を目的とする劇場。オペラハウスとも呼ぶ。

## 概要
歌劇場のホール内には、舞台に加えて、客席と舞台の間に低くした部分（オーケストラピット、略称：ピット）を設けてここにオーケストラと指揮者を置く。ピットの深さは歌劇場によっていくらか違いがある。舞台は円滑な場面転換のために3面・4面舞台を有する。歌劇場ではない通常の劇場やコンサートホールのなかにも、舞台または客席の一部の床を低くしてオーケストラピットを設けてオペラに使用することが可能なように作られているものもある。
歌劇場は、ピット内でのオーケストラの多人数での楽器演奏と舞台上での独唱および合唱による歌唱の演出に適合するように、音響特性の大変複雑な考慮が必要とされる建築物である。歴史の浅い新しい歌劇場よりも伝統ある世界的に著名な歌劇場のほうがかえって19世紀建設の古い建物の構造等のために音響が十分でない事例がしばしばある。

## 定義
日本語でいう「歌劇場」は、単にオペラ・バレエが上演可能な「建物」のことだけを指すのではなく、独力で継続的にオペラ・バレエをオーケストラ付きで上演し、それらを運営することの出来る組織を持っているものをあわせて指すのが通常である。世界の多くの歌劇場には、音楽監督ないし常任の指揮者、専属のオーケストラや合唱団が設置されている。たとえばベルリン国立歌劇場のオーケストラは、シュターツカペレ・ベルリンと呼ばれる。ウィーン国立歌劇場の専属オーケストラであるウィーン国立歌劇場管弦楽団は、このオーケストラの団員がコンサート活動を行う組織がウィーン・フィルハーモニー管弦楽団である。しかし広義の意味で単に「オペラ団体」（歌劇団、英:opera company）を指す場合もある。「歌劇場」とあった場合、「建物」「オペラ団体」のいずれを指しているのか注意が必要である。
なお、ヨーロッパでは大都市だけでなく人口十数万程度の小都市でもオペラ団体を備えた歌劇場が存在する、と一般に言われることがあるが、これはオペラハウスが充実しているドイツ（および同じくドイツ語圏のオーストリア、スイス）にはほぼあてはまり、イタリアがこれに準じる。ただドイツとイタリアでも人口の少ない地方では建物だけで常設演奏団体は備えていないケースもある。
ドイツ・イタリア以外の国では歌劇場は代表的な大都市に限られるところが多く、アムステルダムのように国内最大都市でありながら常設オペラ団体を持たないところもある。

## 種類

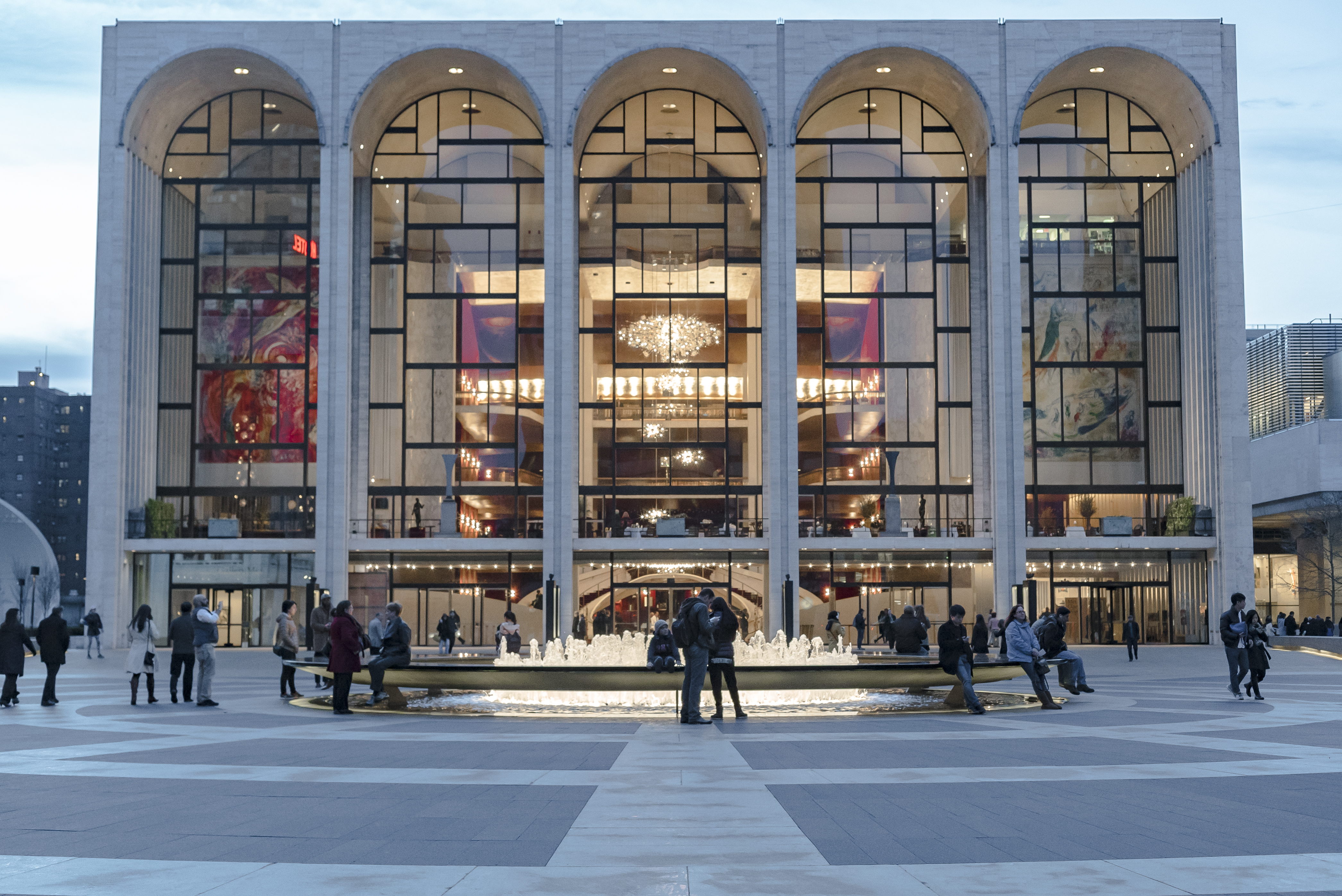
メトロポリタン歌劇場

- 「建物」と「オペラ団体」が同一で、専属の「オーケストラ」を設置している。特に欧州では多くの「歌劇場」が当てはまる。おおむねは合唱団、専属ソリスト、スタッフも擁している。バレエ公演部門と演劇部門もあわせ持つ「三点劇場」を含めれば、この形式はドイツ圏が圧倒的に多い。ほとんどの国が歌劇場数一桁にとどまるなかで、ドイツ語圏は100か所近い歌劇場を擁している。ベルリン国立歌劇場
  - ベルリン国立歌劇場
  - ベルリン・ドイツ・オペラ
  - ハンブルク国立歌劇場
  - ゼンパー・オーパー
  - バイエルン国立歌劇場
  - ウィーン国立歌劇場
  - スカラ座

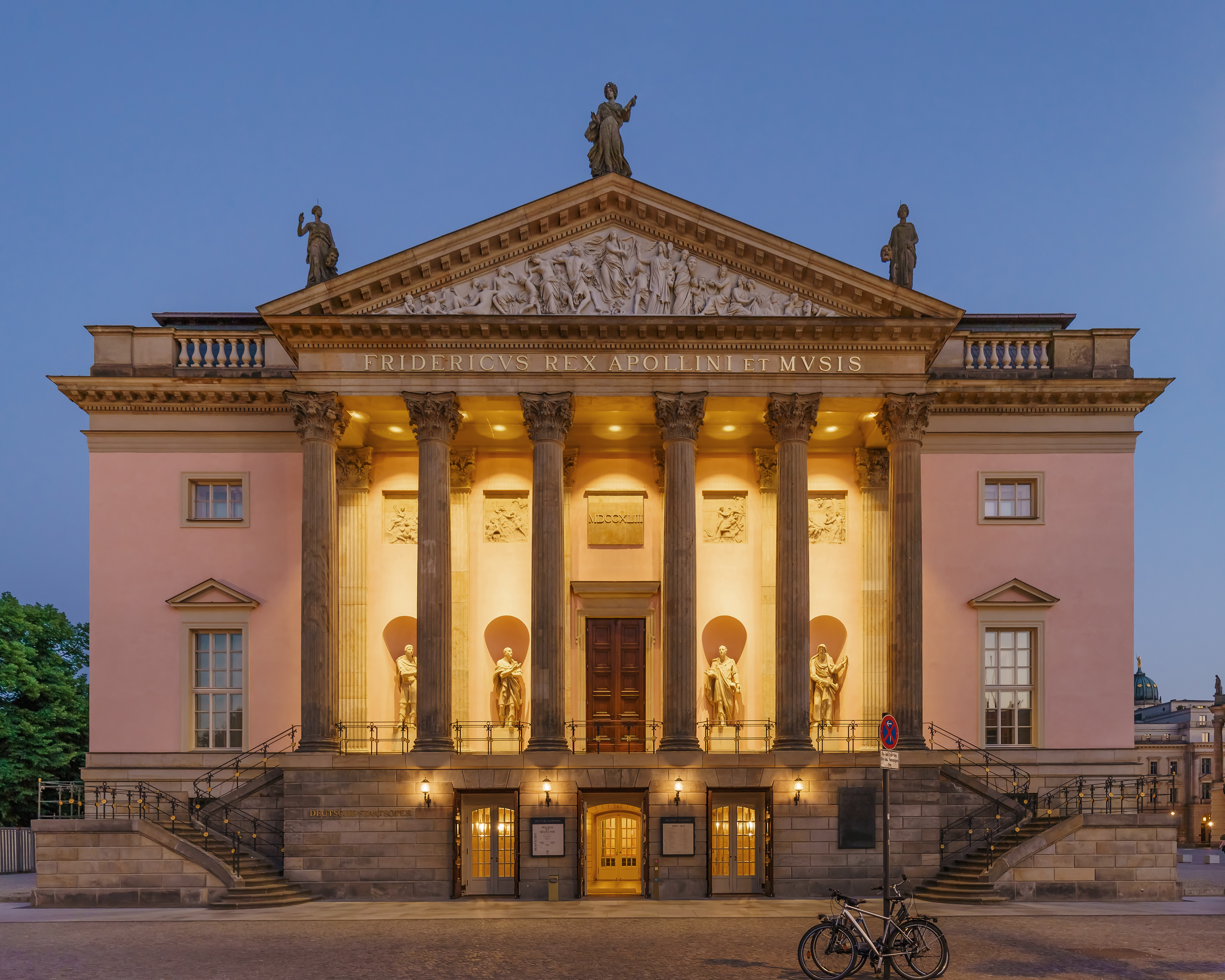
ベルリン国立歌劇場

  - メトロポリタン歌劇場などメトロポリタン歌劇場
- 「建物」と「オペラ団体」が同一だが、専属ではない「シンフォニーオーケストラ」が演奏を行っている。
  - ジュネーヴ大劇場　　⇒　スイス・ロマンド管弦楽団がピットに入る。
  - ライプツィヒ歌劇場　⇒　ライプツィヒ・ゲヴァントハウス管弦楽団がピットに入る。ただし、同団は通常オーケストラの倍近い人数を擁しローテーションを組んでいるため、同歌劇場は専属管弦楽団を持つ歌劇場と同程度の稼動が可能となっている。
- 「建物」が複数あるが、「オペラ団体」が同一である。ライプツィヒ歌劇場

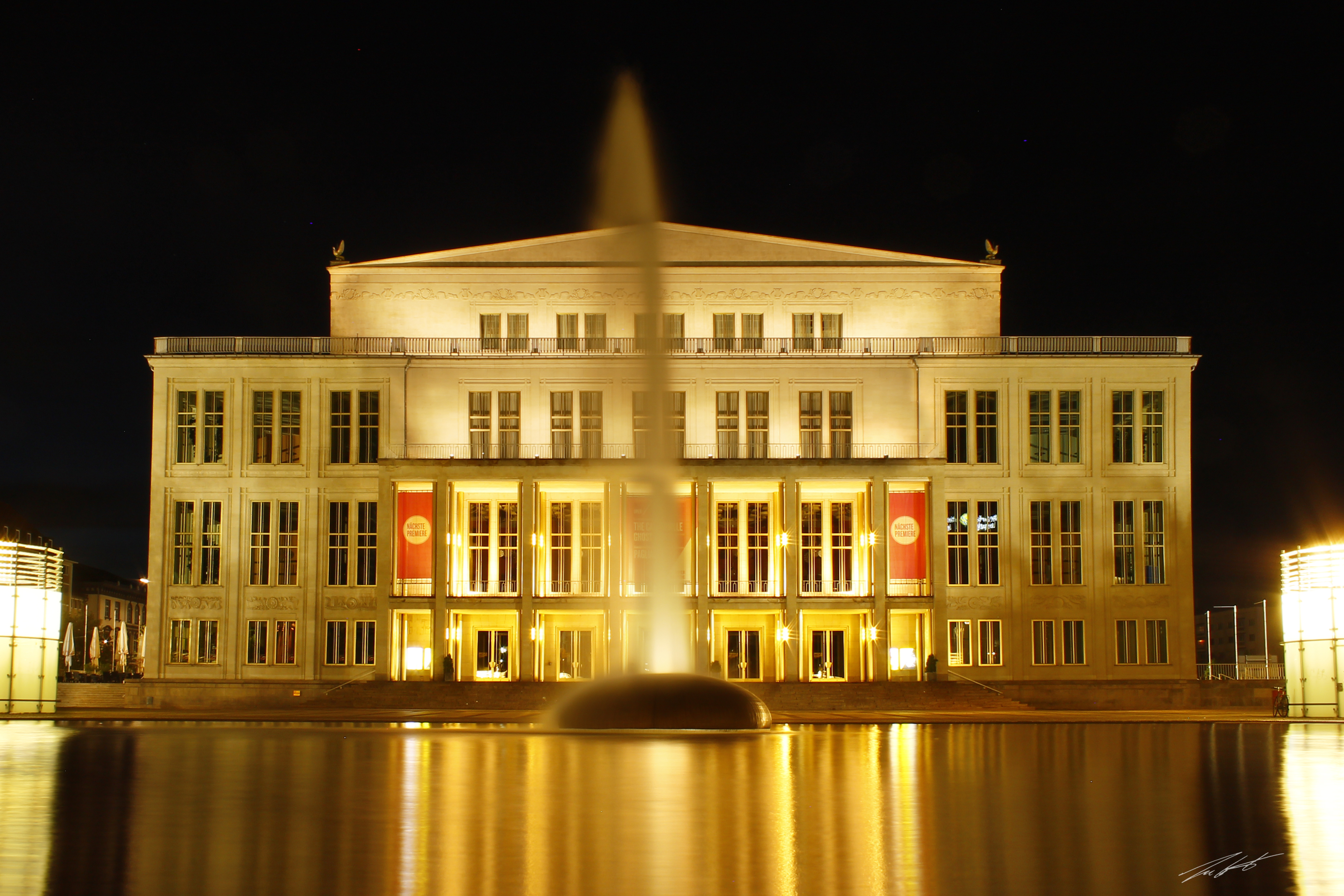
ライプツィヒ歌劇場

  - パリ国立オペラ　⇒　ガルニエ宮、オペラ・バスティーユの2つの施設を運営し、パリ国立歌劇場管弦楽団がピットに入る。スカラ座

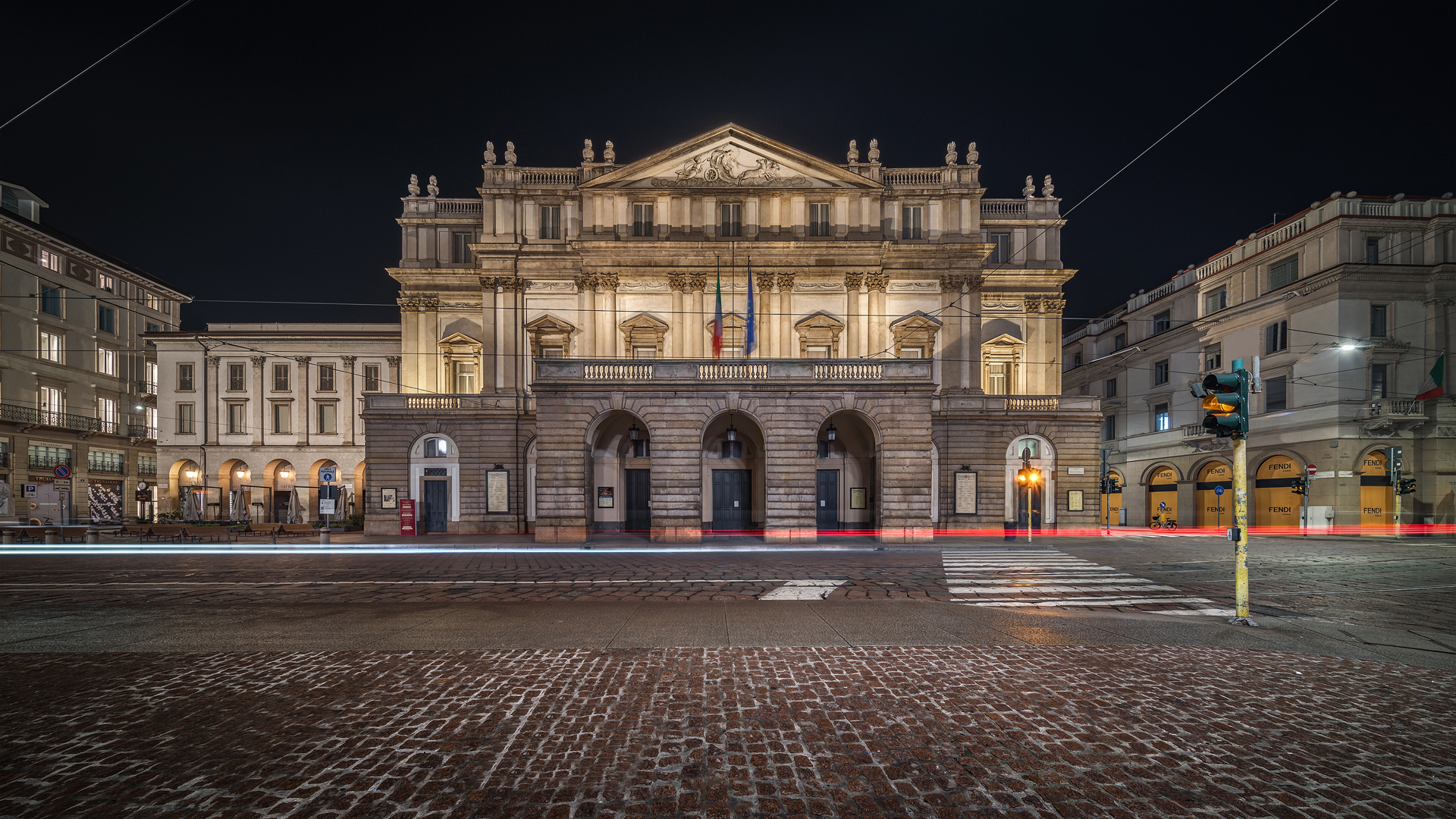
スカラ座

  - ライン・ドイツ・オペラ　⇒　デュッセルドルフ市、デュースブルク市が共同で運営し、それぞれの市の施設（デュッセルドルフ歌劇場、デュースブルク劇場）とオーケストラ（デュッセルドルフ交響楽団、デュースブルク・フィルハーモニー管弦楽団）で交互に上演している。
- 「建物」と「オペラ団体」が同一だが、専属の「オーケストラ」が無い。
  - 新国立劇場　⇒　東京フィルハーモニー交響楽団を中心に、複数の在京オーケストラがピットに入る。
  - ネーデルラント・オペラ　⇒　ネーデルラント・フィルハーモニー管弦楽団を中心に、オランダのオーケストラがピットに入る。
- 「建物」と「オペラ団体」が別法人である。
  - シドニー・オペラハウスとオペラ・オーストラリア。どちらも無理に日本語に訳すと「シドニー歌劇場」「オーストラリア歌劇場」となって全く別物のように見られてしまうが、正確にいえばシドニー・オペラハウスは、オペラ、バレエ、演劇、コンサートを行う総合芸術施設であり、オペラ・オーストラリアはシドニー・オペラハウスで公演を行うオペラ団体である。シドニー・オペラハウス

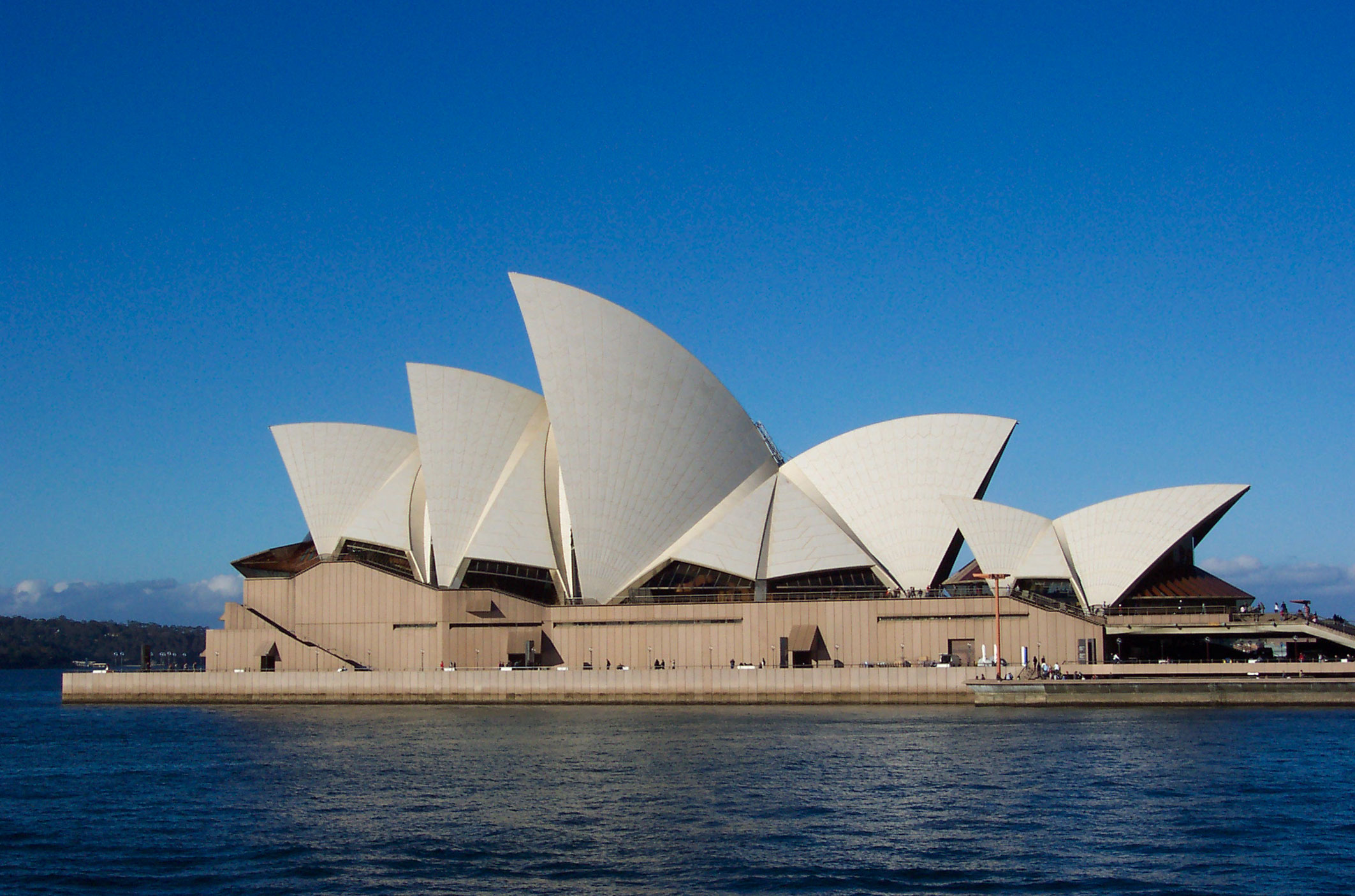
シドニー・オペラハウス

- 「建物」でオペラが上演可能だが、特定の「オペラ団体」を抱えていない。大規模な劇場が当てはまる。
  - シャンゼリゼ劇場
  - アン・デア・ウィーン劇場
  - 東京文化会館
  - 日生劇場など
- 音楽祭でのオペラの公演を行う「建物」もしくは「施設」。
  - バイロイト祝祭劇場
  - ザルツブルク祝祭大劇場
  - グラインドボーン音楽祭
  - アレーナ・ディ・ヴェローナバイロイト祝祭劇場

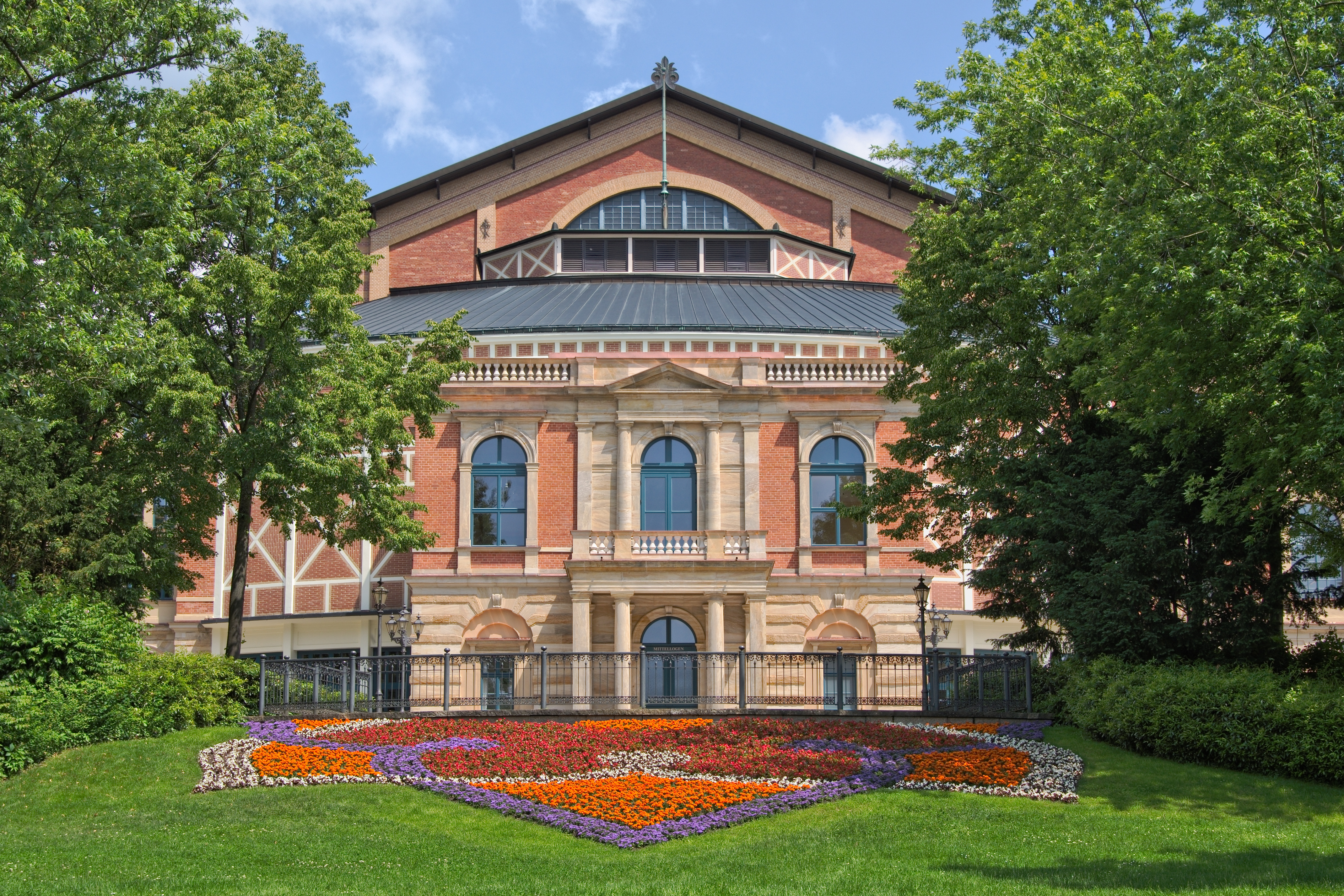
バイロイト祝祭劇場

- いわゆる「オペラ団体」だが、特定の「建物」で上演せず複数の場所で上演をおこなう。
  - イングリッシュ・ナショナル・オペラ、二期会、藤原歌劇団など

## 日本国内の主要な歌劇場
3面・4面舞台を持つ施設として定義した場合。
- 新国立劇場（東京都渋谷区）
- 札幌文化芸術劇場(北海道札幌市)
- よこすか芸術劇場（神奈川県横須賀市）
- アクトシティ浜松（静岡県浜松市）
- まつもと市民芸術館（長野県松本市）
- 富山市芸術文化ホール（富山県富山市）
- 愛知県芸術劇場（愛知県名古屋市）
- 滋賀県立芸術劇場 びわ湖ホール（滋賀県大津市）
- 兵庫県立芸術文化センター（兵庫県西宮市）

## 世界の主要な歌劇場
ドイツ
- ベルリン国立歌劇場（ベルリン）
- ベルリン・ドイツ・オペラ（ベルリン）
- コーミッシェ・オーパー（ベルリン）
- ハンブルク国立歌劇場（ハンブルク）
- バイロイト祝祭劇場（バイロイト）
- ドレスデン・ゼンパー・オーパー（ドレスデン）
- バイエルン州立歌劇場（ミュンヘン）
- シュトゥットガルト州立歌劇場（シュトゥットガルト）
- ライン・ドイツ・オペラ（デュッセルドルフ／デュースブルク）

 オーストリア
- ウィーン国立歌劇場（ウィーン）
- ウィーン・フォルクスオーパー（ウィーン）
- アン・デア・ウィーン劇場（ウィーン）

 イタリア
- スカラ座（ミラノ）
- サン・カルロ劇場（ナポリ）
- フェニーチェ劇場（ヴェネツィア）
- フィレンツェ5月音楽祭劇場（フィレンツェ）
- ローマ歌劇場（ローマ）
- レージョ劇場（トリノ）

 フランス
- ガルニエ宮（パリ）
- オペラ・バスティーユ（パリ）
- リヨン歌劇場（リヨン）

 ベルギー
- モネ劇場（ベルギー国立歌劇場）（ブリュッセル）

 スイス
- チューリヒ歌劇場（チューリヒ）
- ジュネーヴ・グラン・テアトル（ジュネーヴ）

 スウェーデン
- スウェーデン王立歌劇場（ストックホルム）
- フォルクオペラ歌劇場（ストックホルム）
- マルメ歌劇場（マルメ）

 スペイン
- レアル劇場（マドリード）
- リセウ大劇場（バルセロナ）

 イギリス
- ロイヤル・オペラ・ハウス（ロンドン）

 ロシア
- ボリショイ劇場（モスクワ）
- マリインスキー劇場（サンクトペテルブルク）

 アメリカ合衆国
- メトロポリタン歌劇場（ニューヨーク）
- シカゴ・リリック・オペラ（シカゴ）
- サンフランシスコ・オペラ（サンフランシスコ）

 オーストラリア
- シドニー・オペラハウス